# HD 158716
HD 158716，又名BD+12 3234，SAO 102869、HR 6521，是一颗恒星，视星等为6.39，位于銀經34.76，銀緯23.32，其B1900.0坐标为赤經17h 25m 43.2s，赤緯+12° 23.32′ 4″。